# Tudó plumífer rogenc
El Tudó plumífer rogenc (Geophaps (plumifera) ferruginea) és una espècie de colom que es troba en les zones àrides amb spinifex de l'oest d'Austràlia Occidental. Estretament emparentat amb el tudó plumífer, ha estat considerat com una espècie independent des de fa poc per alguns autors.